# 椿原ダム
椿原ダム（つばきはらダム）は、岐阜県大野郡白川村、一級河川・庄川水系庄川に建設されたダム。高さ68.2メートルの重力式コンクリートダムで、関西電力の発電用ダムである。同社の水力発電所・椿原発電所・新椿原発電所に送水し、合計最大10万1,800キロワットの電力を発生する。

## 歴史
岐阜県から富山県へと流れる庄川では、小牧ダムや祖山ダムといった大ダムを伴う水力発電所が戦前から建設されてきた。戦後の1951年（昭和26年）、日本発送電の分割・民営化に伴い設立された関西電力は、庄川の水力発電所群を継承。同年に成出ダムおよび成出発電所を完成させると、その上流に椿原ダムおよび椿原発電所の建設を計画。事業は1952年（昭和27年）に着手し、1954年（昭和29年）1月8日に椿原発電所が運転を開始した。
関西電力はその後も開発の手を上流へと伸ばし、1956年（昭和31年）に鳩谷ダムおよび鳩谷発電所の運転を開始。さらにその上流では電源開発によって御母衣ダムが建設され、1961年（昭和36年）に御母衣発電所が運転を開始した。その後、関西電力は庄川にある既存のダムに対し再開発事業を展開。1967年（昭和42年）、祖山ダムに新祖山発電所が増設されたのに続き、成出ダムや椿原ダムにおいてもそれぞれ新成出発電所・新椿原発電所の増設が進められた。両発電所は1975年（昭和50年）3月に運転を開始した。

## 周辺
富山県南砺市、東海北陸自動車道・五箇山インターチェンジから国道156号を南下。赤尾ダム・成出ダムを過ぎて岐阜県白川村に入ると、椿原発電所の建物が見えてくる。のちに増設された新椿原発電所の建物は、そこから東へ少し離れた場所にある。椿原ダムは両発電所の上流に位置し、そのすぐ下流には東海北陸自動車道・椿原橋が架かる。当地の野山は春になるとツバキの花で覆われることから「椿原」という地名が生まれたが、最近は少なくなったという。

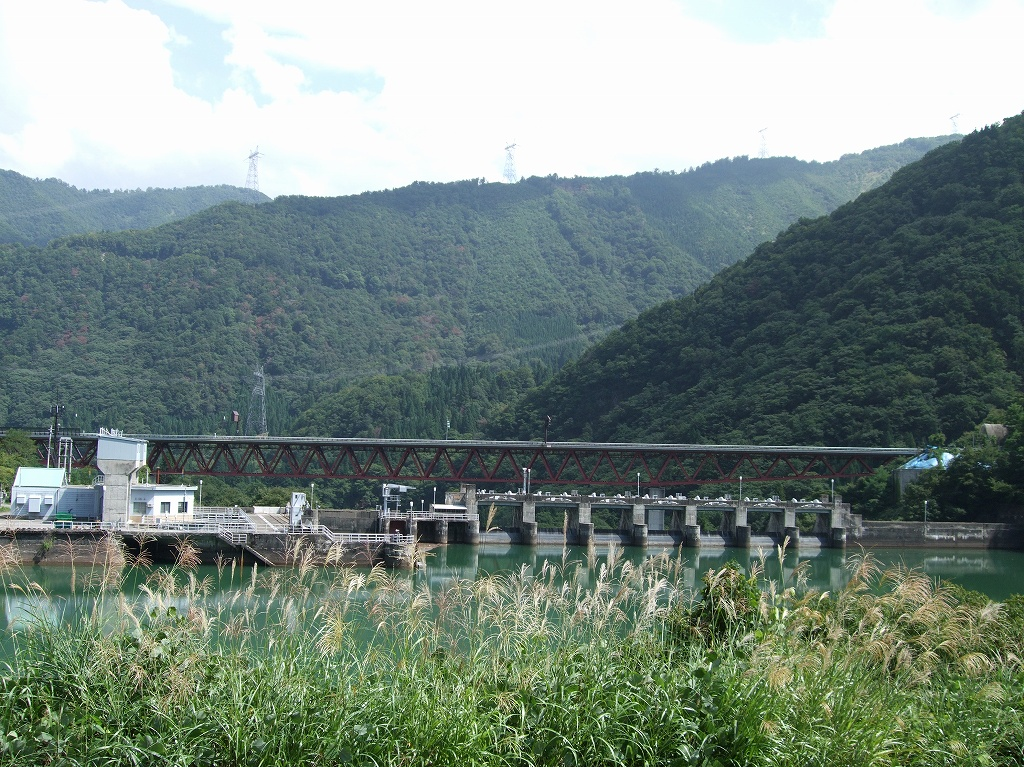
椿原ダムと椿原橋
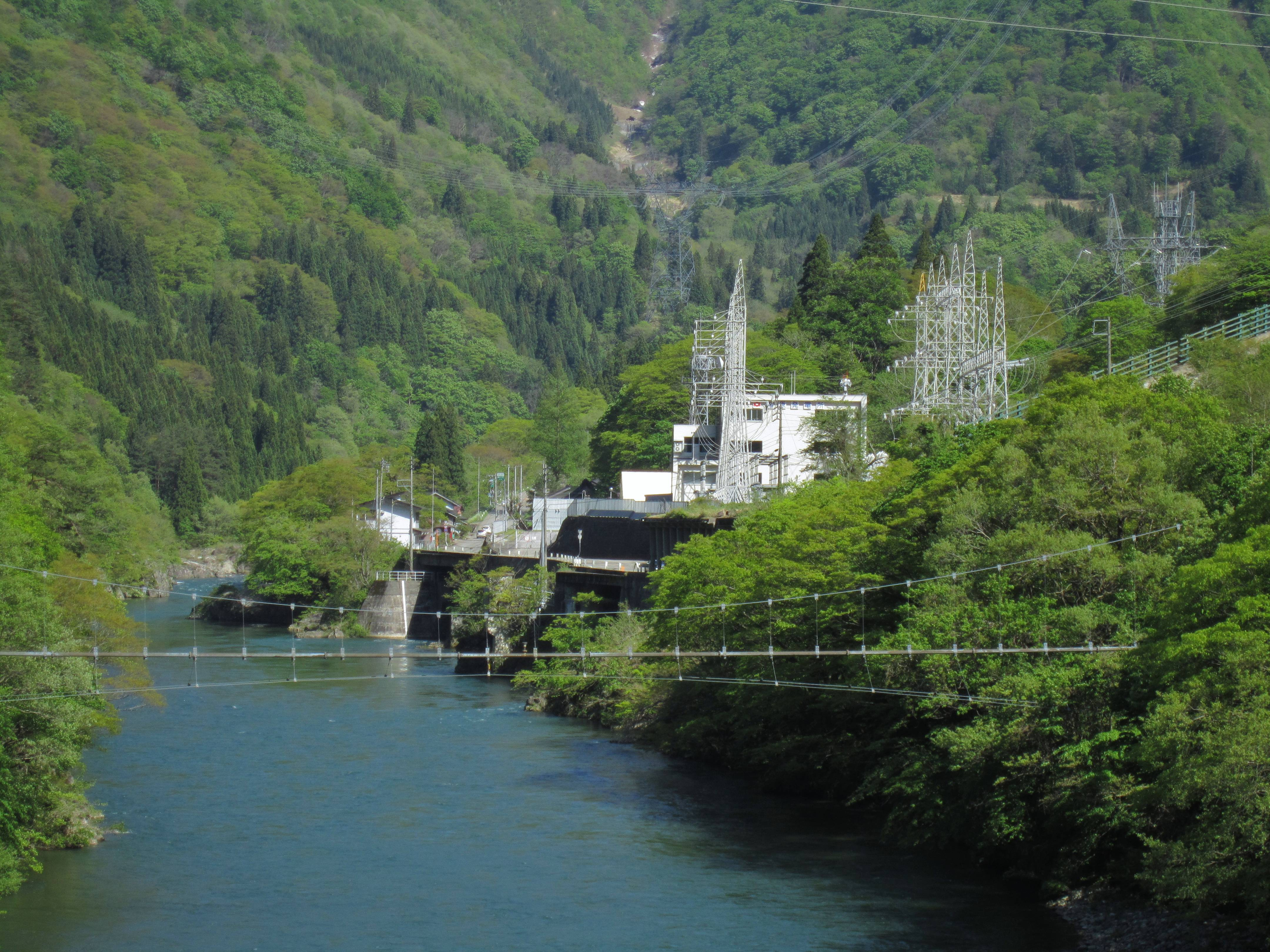
椿原発電所と庄川
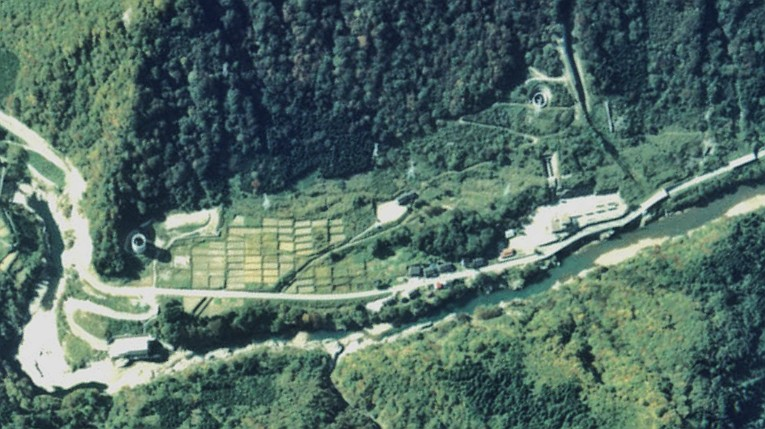
椿原発電所（右）と新椿原発電所（左）